# 베르겐아우프뤼겐

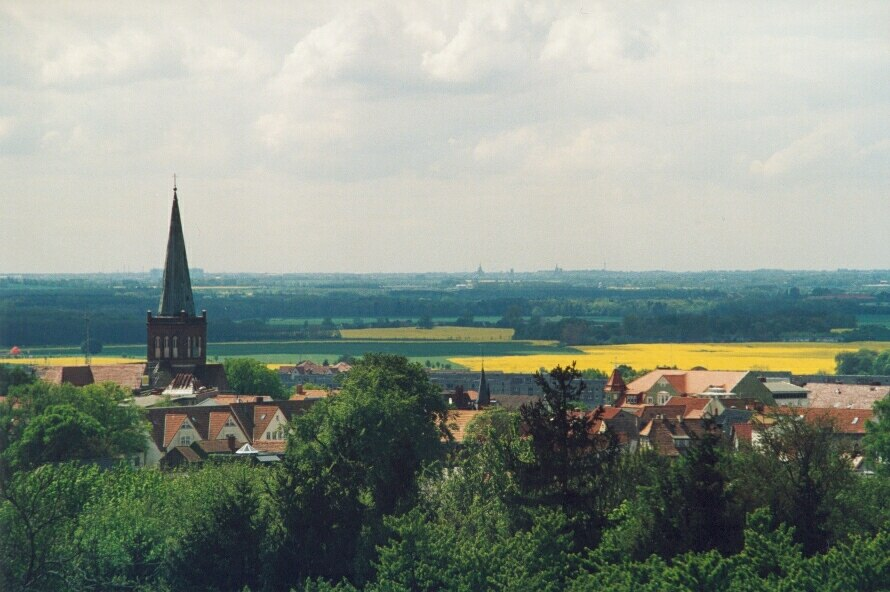

베르겐아우프뤼겐(독일어: Bergen auf Rügen)은 독일 북부 메클렌부르크포어포메른주 뤼겐 섬에 있는 도시이다. 인구 14,080(2009).
독일 최대의 섬인 발트해 연안의 뤼겐섬의 중심 도시로, 섬 내륙의 구릉 지대에 위치한다. 슬라브족이 거주하다 12세기 덴마크의 전교기지로 건설되었고, 14세기에 포메른 공국에 속하게 되었다. 종교 개혁으로 개신교 지역으로 바뀌었고, 뤼베크의 영향을 받다가 30년 전쟁 후 스웨덴에 점령되어 스웨덴 포메른의 일부가 되었다. 19세기 프로이센의 포메른 주에 속하게 되어 다시 독일의 영토가 되었다. 19세기 말, 본토와 철도로 연결되면서 낙농업이 발전하여 중요한 산업이 되었다. 현재 메클렌부르크포어포메른 주 뤼겐군의 행정 중심지이다.